# Marc-Aurèle Caillard
Pour les articles homonymes, voir Caillard.
Marc-Aurèle Caillard, né le 12 mai 1994 à Melun (Seine-et-Marne), est un footballeur français qui évolue au poste de gardien de but au LOSC Lille.

## Biographie
En juin 2009, il est finaliste de la Coupe Nationale des 14 ans avec la sélection de la Ligue de Paris-Île-de-France.
Formé dans divers clubs de région parisienne puis à l'AS Monaco, Marc-Aurèle Caillard rejoint le Clermont Foot en juillet 2015, où il évolue deux saisons en deuxième division. Il s'engage en juin 2017 à l'En avant Guingamp, en tant que deuxième gardien. Le 6 juin 2018, il prolonge son contrat jusqu'en 2020. Il reçoit sa première titularisation en Ligue 1 en décembre contre son club formateur de Monaco. Lors de la demi-finale de la Coupe de la Ligue 2018-2019 contre Monaco, il entre en jeu à la fin du match pour la séance de tirs au but et arrête deux tirs, se qualifiant ainsi pour la finale, perdue aux tirs au but face au RC Strasbourg.
Karl-Johan Johnsson réalisant un début de saison 2018-2019 difficile, les performances en Coupe de la Ligue de Caillard incitent Jocelyn Gourvennec à l'installer dans les cages en championnat à partir du mois de décembre. Sur la phase retour, il débute ainsi l'intégralité des rencontres. Relégué comme doublure, le gardien suédois quittera le club le 12 juillet 2019.
À la suite de la relégation de l'EAG en Ligue 2, il est confirmé titulaire lors de la saison 2019-2020. Le 1er novembre 2019, il est victime d'une fissure à un doigt à la suite de la rencontre face à Chambly (13e journée, victoire 1-5) et est absent plusieurs semaines. Il fait son retour le 18 janvier pour la réception du RC Lens (20e journée, 1-1). Le 4 juin 2020, Xavier Gravelaine confirme que Marc-Aurèle Caillard, Gaëtan Bussmann et Christophe Kerbrat, en fin de contrat, ne seront pas gardés.
Il s'engage pour deux saisons en faveur du FC Metz le 20 juillet 2020. Doublure d'Alexandre Oukidja, il participe à 5 rencontres de Ligue 1 pour sa première saison en Lorraine. La saison suivante, alors que le club passe la majorité de la saison dans la zone de relégation, il obtient plus de temps de jeu, participant à 19 rencontres de Ligue 1. Le FC Metz termine 19e et est relégué.
Fin décembre 2021, à six mois de la fin de son contrat avec le FC Metz il prolonge de deux ans jusqu'en juin 2024.
Le 30 août 2022, alors qu'il doit débuter la rencontre de championnat opposant Metz à Rodez (6e journée, victoire 1-4), il se blesse durant l'échauffement et est atteint d'une rupture des ligaments croisés, ce qui le rend indisponible durant plusieurs mois. À la suite de cette blessure, il perd son rôle de doublure au profit de Guillaume Dietsch et se retrouve numéro 3 dans la hiérarchie des gardiens. Il n'est pas conservé au terme de son contrat en juin 2024.
Le 30 août 2024, le joueur signe un contrat de un an avec le LOSC Lille en Ligue 1.

## Palmarès
- Finaliste de la Coupe de la Ligue en 2019 avec l'En avant Guingamp